# Bjørn Einar Romøren
Bjørn Einar Romøren (Oslo, 1. travnja 1981.), bivši norveški skijaški skakač.
Bivši je svjetski rekorder u skijaškim letovima s doskočenih 239 m na Planici. Rekord je držao nepunih šest godina kojeg je kasnije skinuo njegov sunarodnjak Johan Remen Evensen na preuređenoj letaonici u Norveškom Vikersundu (243 m)

## Vanjske poveznice
- Osobna stranica Bjørna Einara Romørena
- Rezultati na fis-ski.com  Arhivirana inačica izvorne stranice od 30. rujna 2007. (Wayback Machine)